# Туризм в Казахстане
Туризм в Казахстане — отрасль экономики страны, поступления от которой за 2014 год составили 0,3 % от её валового внутреннего продукта. К 2020 году правительство Казахстана планировало довести этот показатель до 3 %. В 2000 году Казахстан посетило 1,47 млн иностранных туристов. К 2012 году их число возросло до 4,81 миллиона, что ставит страну на 51 место среди всех стран по числу посещений с туристическими целями. В мировой прессе туристическая отрасль в стране описывается как недостаточно развитая, несмотря на впечатляющие природные достопримечательности; среди факторов, препятствующих притоку туристов, указываются плохое обслуживание и трудности логистики.
В 2013 году Казахстанским правительством была разработана концепция развития туристской отрасли Республики Казахстан до 2020 года. Целью программы является создание в государстве пяти так называемых туристских кластеров: Астана, Алматы, Восточный Казахстан, Южный Казахстан и Западный Казахстан. Концепция предусматривает привлечение инвестиций в размере 4 млрд долларов и создание к 2020 году более 250 тысяч рабочих мест в индустрии туризма.
Правительство Казахстана ожидает, что к 2025 году доля туризма к ВВП страны будет равняться 8%. Сейчас она составляет всего 1%.

## Визовая политика
Казахстан предоставляет 90-дневный безвизовый режим для граждан Албании, Андорры, Аргентины,  Армении, Белоруссии, Бельгии, Болгарии, Бразилии, Ватикана, Венгрии, Израиля, Кыргызстан, Молдавии, Монголии, России, Украины и 30-дневный — для граждан Австралии, Австрии, Азербайджана, Бахрейна, Боснии и Герцеговина, Великобритании, Вьетнама, Венесуэлы, Германии, Греции, Грузии, Дании, Индонезии, Ирландии, Исландии, Испании, Италии, Канады, Катара, Кипра, Китая, Колумбии, Кувейта, Латвии, Литвы, Лихтенштейна, Люксембурга, Малайзии, Мальдивской Республики, Мальта, Мексики, Монако, Нидерландов, Новой Зеландии, Норвегии, Объединенных Арабских Эмиратов, Омана, Польши, Португалии, Румынии, Саудовской Аравии, Сербии, Сингапура, Словакии, Словении, США, Таджикистана, Таиланда, Турции, Узбекистана, Филиппин, Финляндии, Франции, Хорватии, Чехии, Чили, Швейцарии, Швеции, Эквадора, Эстонии, Южной Кореи, Японии. Кроме этого Казахстан предоставляет 14-дневный безвизовый въезд для граждан Гонконга, Индии, Ирана.
В 2014 году государство запустило программу по предоставлению 15-дневного безвизового режима гражданам из стран, больше других инвестировавших в экономику Казахстана. Этими странами были Великобритания, Германия, Италия, Малайзия, Нидерланды, США, Франция и Япония. В 2015 году число стран-участников программы увеличилось до 19: в него попали Австралия, Бельгия, Венгрия, Испания, Монако, Норвегия, Объединённые Арабские Эмираты, Сингапур, Швеция, Швейцария и Финляндия.
В стране действует безвизовый въезд для граждан 80 государств и, по официальным данным, в 2023 году страну посетили более 9 млн иностранных туристов, а также зафиксировано более 9,5 млн внутренних туристов . 
Туристы могут получить также электронную визу для приезда в Казахстан. Информацию об этом можно найти на национальном туристском портале Kazakhstan.travel.  

## Казахстан в рейтинге ВЭФ по туризму
В глобальном Индексе развития путешествий и туризма (далее – Индекс) Всемирного экономического форума в 2024 году Казахстан занял 52 место из 119 стран. В этом году Казахстан поднялся на 6 позиций выше предыдущего рейтинга.
Концепция развития туристской отрасли Республики Казахстан предусматривает достижение 50 места в глобальном Индексе развития путешествий и туризма Всемирного экономического форума.
Среди стран Центральной Азии Казахстан занимает лидирующее положение, опережая своих соседей: Узбекистан (78 место), Таджикистан (99 место) и Кыргызстан (102 место).
Индекс развития путешествий и туризма, представленный Всемирным экономическим форумом, представляет собой комплексную систему оценки туристского потенциала страны. В его состав входят 5 показателей, включающих в себя 17 ключевых индексов и дополнительно 102 отдельных субиндекса, разделенных по различным категориям.
По основным показателям Казахстан занимает следующие позиции:
1. Измерение благоприятной среды – 47 место. Аспект благоприятной среды отражает общие условия, необходимые для ведения деятельности и инвестирования в стране, и состоит из пяти основных элементов: деловая среда, охрана труда, здравоохранение и гигиена, человеческие ресурсы и рынок труда, готовность к использованию информационно-коммуникационных технологий.
2. Политика в области туризма и создание благоприятных условий – 43 место. Политика в области туризма и создание благоприятных условий охватывает политические, стратегические аспекты, которые оказывают более непосредственное влияние на туристский сектор, и состоит из трех основных элементов: приоритизация туризма, открытость и ценовая конкурентоспособность.
3. Инфраструктура и услуги – 70 место. Аспект инфраструктуры и услуг отражает доступность и качество инфраструктуры и туристских услуг и состоит из трех основных компонентов: инфраструктура воздушного транспорта, наземная и портовая инфраструктура, туристическая инфраструктура и услуги.
4. Туристские ресурсы – 44 место. Туристские ресурсы отражают основные причины для поездки в пункт назначения и состоят из трех основных элементов: природные ресурсы, культурные ресурсы и ресурсы, не связанные с досугом.
5. Аспект устойчивого развития туризма – 40 место. Аспект устойчивости туризма отражает текущие или потенциальные проблемы и риски, с которыми сталкивается туризм, и состоит из трех основных элементов: экологическая устойчивость, социально-экономическое воздействие туризма, устойчивость туристского спроса.

Кроме того, Казахстан демонстрирует высокие результаты в ряде ключевых областей по различным субиндексам. Страна занимает 2 место по ценовой конкурентоспособности, 5 место по социально-экономическому эффекту от туризма, 23 место по здравоохранению и гигиене, 30 место по природным ресурсам, 43 место по человеческому капиталу и рынку труда, 47 место по туристской инфраструктуре и сервису и 48 место по культурным ресурсам.
Особенно примечательна положительная динамика Казахстана в отдельных субиндексах. Например, по визовым требованиям страна значительно улучшила свои позиции, поднявшись на 57 мест и достигнув 14 места. Также отмечается прогресс в использовании цифровых платформ для предоставления услуг в отелях, ресторанах и организации досуга, где Казахстан поднялся на 29 позиций, заняв 50 место. В сфере доступа малого и среднего бизнеса к финансированию наблюдается улучшение на 11 позиций (83 место) в покрытии мобильной сети 3G на 24 позиций (75 место) и в использовании цифровых платежей на 14 позиций (50 место).
Несмотря на относительно низкие общие показатели в категории инфраструктуры, в некоторых субиндексах зафиксированы положительные изменения. В частности, улучшение наблюдается в инфраструктуре воздушного транспорта, где Казахстан поднялся на 5 позиций, достигнув 70 места. Кроме того, страна улучшила свои позиции в туристских услугах и инфраструктуре на 6 позиций, достигнув 47 место.
Однако, наряду с этими улучшениями имеются и некоторые ухудшения в ряде субиндексов. Казахстан опустился на 20 позиций по субиндексу верховенства закона, заняв 71 место. Также снизились показатели по доверию к местной полиции на 12 позиций (80 место) и по безопасности прогулок в одиночестве ночью на 29 позиций (77 место).

## Цифровизация в туризме
С 2021 года Казахстан продвигает цифровые продукты в туризме, одним из которых является информационная система «eQonaq». Данная система предназначена для учета туристов, анализа туристического потока и осуществления миграционного контроля.
Основными задачами системы является - улучшение туристического климата; автоматизация уведомления о прибытии иностранного туриста ст. 518 КОАП; создание единого реестра мест размещения; анализ туристического потока; миграционный контроль; повышение уровня защищенности государства; инфраструктура для учета туристического сбора Bed-Tax (приостановлено); сервисы для повышения качества туристических услуг.
«... Хорошо, что по уровню цифровизации туризма мы продвинулись значительно вперед и в сложившейся ситуации гостиницам очень помогает информационная система eQonaq, разработанная Казахтуризмом. Аналогичная система есть в Узбекистане – e-mehmon, но в ней информация заполняется полностью в ручном режиме. При ручном вводе неизбежны опечатки, все-таки человеческий фактор присутствует. Особенно с именами иностранцев или серийными номерами документов, что может создать сложности в аналитике. В Грузии и Азербайджане таких систем и вовсе нет. В eQonaq турист только предоставляет свой паспорт. Система за две секунды считывает более 190 паспортов мира. Теперь туристы не тратят свое время за заполнением миграционных карточек и походами в миграционные службы. Просто сравните полдня, которые раньше приходилось тратить туристам на регистрацию в миграционных службах, и 5 минут на регистрацию с использованием данной системы на ресепшне в отеле через мобильное приложение ...», – говорит Директор Казахстанской туристской ассоциации Рашида Шайкенова.
По состоянию на 31 января 2024 года в системе eQonaq зарегистрировано 316 012 юридических и физических лиц. За период функционирования системы в eQonaq было зарегистрировано 2 189 977 туристов. В январе было отправлено более 101 тысячи уведомлений.

## Достопримечательности
На 2020 год в Казахстане есть пять объектов, входящих в список Всемирного наследия ЮНЕСКО, три из которых имеют культурное, и ещё два — природное значение. Это мавзолей Ходжи Ахмеда Ясави, археологический ландшафт Тамгалы, объекты Великого Шёлкового пути в Чанъань-Тянь-Шанском коридоре и Сарыарка — Степи и озёра Северного Казахстана. Кандидатами на занесение в список являются ещё 13 объектов.

## Проблемы
70% казахстанцев предпочитают отдыхать за границей, нежели ездить на курорты внутри страны. Это дешевле, комфортнее и доступнее. 
«Те люди, которые въезжают в Казахстан, в основном приехали на заработки. Туристов очень мало. Нельзя всех называть туристами. В качестве причины въезда деловую и профессиональную деятельность указали 1,2 млн, а личную – более 6,5 млн человек. В графе «туризм» поставили отметку только 81 635 иностранцев», – говорит профессор географии Адай Секенов.
По его словам, в Казахстане не на должном уровне развиваются программы цифровизации, из-за этого реальный подсчет туристов никто не делает. Государственные компании манипулируют данными, чтобы показать свою эффективность.
Согласно данным счетного комитета Казахстана, более 100 млн тенге неэффективно потратил Комитет индустрии и туризма на разработку учетной политики, презентацию проектов, форумы, конференции.
При этом в стране много исторических и красивых мест, которые могли бы стать центрами туризма. Государство привлекает инвесторов, строит инфраструктуру и новые отели, которые будут работать круглогодично. Но туристы жалуются на плохие дороги, завышенные цены еду и номера в гостиницах.

#### Туристские монополисты
По данным корпоративного фонда «Туристік Қамқор», 70% казахстанцев предпочитают  отдыхать за границей. Развитие внутреннего туризма не на должном уровне и это неудивительно. Отдых в курортном поселке Боровое на севере Казахстана стоит дороже, чем в Турции.
Семь дней в пятизвездночном турецком отеле all inclusive стоит 250-300 тысяч тенге (650-780 долларов США). Цены на недельный отдых в Боровом в обычном отеле, где в оплату включен только завтрак, начинаются от 310 тысяч тенге (806 долларов США). 
В Узбекистане десять дней в санатории обойдутся в среднем около 120 тысяч тенге (312 долларов США), в Казахстане – от 150 тысяч тенге (390 долларов США).
Гостиницы в зонах отдыха по карману далеко не всем, поэтому люди снимают дома и времянки в ужасных условиях. А коренные жители Борового превратились в туристских монополистов.
Жанлай Канситова приехала отдыхать в Боровое из Туркестанской области. Рядовая учительница несколько месяцев собирала деньги на отдых с семьей:
«Люблю природу Борового, вот только сервис меня разочаровал. Приехала сюда с детьми и еле нашли времянку, чтобы остановиться. Постель грязная, посуда не мыта. Внутри домика даже нет воды, пришлось носить воду в баклажках с колонки».
Казахстанская «Швейцария», курорт Боровое, неприятно удивляет туристов. Непродуманная инфраструктура, грязная природа. 
Боровое сейчас столица заборов: все перегорожено, бесплатно никуда не пройти. Пляж, который всю жизнь был бесплатным, теперь тоже платный. Президент Казахстана до этого несколько раз отмечал необходимость создания цивилизованных условий для отдыха людей. 

#### «Дороги будут хорошими»
По качеству автомобильных дорог Казахстан занимает 108-е место из 138 в рейтинге Всемирного экономического форума. На это тратятся  миллиарды, но власть так и не добилась ни качества, ни снижения аварийности. Дороги к исторически важным местам, к зонам отдыха  разбиты настолько, что туристы просто не хотят приезжать.
По словам председателя правления АО НК «КазАвтоЖол» Улана Алипова, с этого года страна переходит от дорогих капитальных проектов к более экономичному методу восстановления дорог. 
«Мы взяли деньги в долг у Эксимбанка.  До этого мы делали проектно-сметные документации и скоро приступим к работе. За два года работа будет проделана, дороги будут хорошими. Все дороги к зонам отдыха будут высокого качества. А к 2025 году мы улучшим состояние 90% местной сети», – рассказал Алипов.
Александр и Татьяна Бузынниковы первый раз приехали отдыхать в Казахстан. Жители Омска в восторге от природы и воды. Сняли очень дорогой отель – 82 тысяч тенге (213 долларов США) в сутки:
«Боровое считается самым востребованным курортом стран СНГ среди российских туристов. Мы давно хотели приехать, в этом году заранее купили билеты на самолет. Гостиницу забронировали за две недели, конечно дорого, но есть все условия. За эти же деньги мы смогли бы поехать в Дубай на десять дней, но там все искусственно, а в Боровом настоящая, относительно нетронутая природа, история степных народов, быт людей, все это нам очень интересно», – говорит Татьяна.
Казахстан обладает значительным потенциалом для развития практически всех видов туризма: от экологического до делового, считает эксперт Кененбай Мамбеталиев. Но при этом в стране нет законов, регулирующих эту сферу.
«Сегодня в должной мере не обеспечена безопасность туристов. Нужны меры государственной поддержки, упрощение визового и миграционного контроля, транспортная доступность, необходимая  инфраструктура туристических объектов. Только тогда туризм превратиться в доходную отрасль экономики Казахстана», – отмечает Мамбеталиев.
В прошлом году, по словам главы управления Комитета индустрии туризма Абая Кожамжарова, в стране начали разрабатывать государственную программу по развитию отрасли, на которую возлагают большие надежды.  Один из ее пунктов – выдача электронной визы за несколько часов. Сейчас это занимает три дня. 
«Мы исследуем международный опыт. Основная проблема — нехватка квалифицированных кадров и финансирования. Если Чехия на маркетинг туризма тратит 100 млн долларов в год, то Казахстан даже 1 миллион не выделят на рекламу. Когда мы этот вопрос поднимаем, его всегда оставляют на потом, в итоге вопрос остается открытым», – говорит Кожамжаров.
На 2023 год из республиканского бюджета планируется выделить 1,1 миллиарда тенге (2,87 млн. долларов США) на формирование национального туристического продукта и продвижение его на международном и внутреннем рынках, что в пять раз превышает расходы 2017 года.